# Estação El-Zahraa
Estação El-Zahraa (em árabe: الزهراء) é uma das 35 estações da Linha 1 do metrô do Cairo que em seu conjunto tem um movimento diário de 1,4 milhões de passageiros/dia (2019).

## Arredores

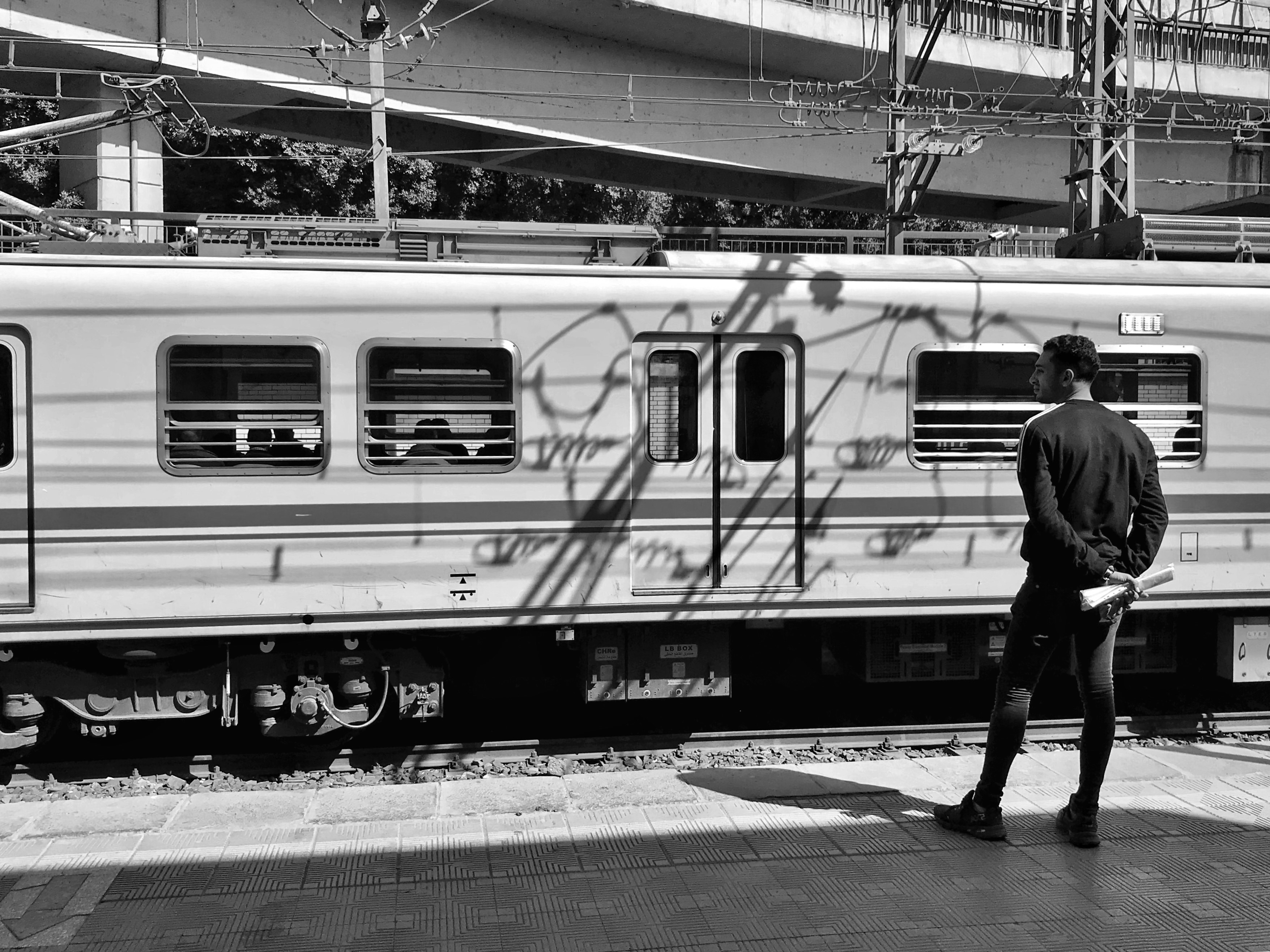
Plataforma de embarque da Estação El-Zahraa.

A estação está localizada a poucas quadras das margens do Rio Nilo, e na área estão localizados a Igreja ortodoxo copta de St. Mina e o Museu Egípcio de Geologia.
El-Zahraa e a linha que a atende por estarem construídas ao nível do solo, passaram a ser uma barreira física levando a bairros segregados e uma série de outras disfunções urbanas. Foi desenvolvido um projeto com o objetivo de minimizar o problema, com a criação de faixas contínuas margeando a linha metroviária, para ser utilizada por pedestres e ciclistas, facilitando a ligação entre áreas da cidade.